# Thrips distinctus
Thrips distinctus är en insektsart som beskrevs av Nakahara 1994. Thrips distinctus ingår i släktet Thrips och familjen smaltripsar. Inga underarter finns listade i Catalogue of Life.